# Antonio Miotto
Antonio Miotto (Spalato, 9 gennaio 1912 – Como, 7 aprile 1997) è stato un saggista e psicologo italiano.

## Biografia
Laureato in Legge (Firenze) e in Biologia (Bologna), già prima della guerra si era fatto conoscere con importanti saggi: Introduzione alla psicologia della folla (1937), Psicologia del comportamento sociale (1939).
Considerato uno dei pionieri della psicologia italiana in genere e di quella dell'età evolutiva in particolare, nella sua ampia produzione ha trattato i temi dell'amore, della vita di coppia, del lavoro e delle patologie.
È stato consulente, per i problemi del personale, in grandi aziende e docente di Psicologia del linguaggio all'Università di Milano, di Psicologia del lavoro all'Istituto di Scienze sociali di Genova.
Ha collaborato a riviste specializzate di psicologia e sociologia, ma anche a quotidiani e periodici di ampia diffusione (Oggi, Corriere della Sera, Giornale di Brescia, La Provincia); tra queste collaborazioni si ricordano quelle sul romanzo di formazione, sul neorealismo, su Federico Fellini e sul Nouveau Roman.

## Opere
- Introduzione alla psicologia della folla, Firenze, La nuova Italia, 1937.
- Psicologia del comportamento sociale, Firenze, Vallecchi, 1939.
- Psicologia del sentimento, Firenze, Vallecchi, 1941.
- Bilancio della psicanalisi, Padova, CEDAM, 1944.
- Conoscere la psicanalisi, Milano, Garzanti, 1949.
- Paracelso, il medico stregone, Roma, Casini, 1951.
- I disturbi della personalità, Milano, Garzanti, 1953.
- Psicologia della propaganda, Firenze, Editrice Universitaria, 1953.
- La psicanalisi, Milano, Garzanti, 1954.
- Conoscere il bambino. Note psicologiche, Milano, Istituto La Casa, 1954.
- Le crisi dell'uomo e della donna, Milano, Garzanti, 1955.
- Immagine e parola nel modello del messaggio pubblicitario, Milano, Giuffré, 1972.
- [con Francesco Alberoni e Saulo Sirigatti] Consumo, comunicazione e persuasione. Psicologia del comportamento collettivo, Milano, ETAS libri, 1974.